# Топола
Топо́ла (болг. Топола) — село в Добрицькій області Болгарії. Входить до складу общини Каварна.

## Населення
За даними перепису населення 2011 року у селі проживали 138 осіб.
Національний склад населення села:
| Національність   | Кількість осіб | Відсоток |
| ---------------- | -------------- | -------- |
| болгари          | 25             | 27,8%    |
| цигани           | 13             | 14,4%    |
| турки            | 4              | 4,4%     |
| Всього відповіли | 90             |          |

Розподіл населення за віком у 2011 році:
Динаміка населення: